# 세화피앤씨
세화피앤씨는 충청북도 진천군에 본사를 둔 염모제 및 헤어케어 기업이다.

## 브랜드
- 모레모
- 모레모 포맨
- 리비긴
- 리체나

## 내용주
1. ↑  등기상 설립일
2. ↑  존속법인 아이비케이에스지엠비기업인수목적의 설립일
3. ↑  충청북도 진천군 초평면 은암리 322-1